# NGC 5530
NGC 5530 is een balkspiraalstelsel in het sterrenbeeld Wolf. Het hemelobject werd op 7 april 1837 ontdekt door de Britse astronoom John Herschel.

## Synoniemen
- ESO 272-3
- MCG -7-29-13
- IRAS 14152-4309
- PGC 51106